# Changyi, Jilin
Changyi är ett stadsdistrikt i Jilin i Jilin-provinsen i nordöstra Kina.